# Papirus 78
Papirus 78 (według numeracji Gregory-Aland), oznaczany symbolem {\displaystyle {\mathfrak {P}}^{78}} – wczesny grecki rękopis Nowego Testamentu, spisany w formie kodeksu na papirusie. Paleograficznie datowany jest na III albo IV wiek. Zawiera fragmenty Listu Judy. Jest wykorzystywany w krytycznych wydaniach greckiego Nowego Testamentu. 

## Opis
Zachowały się tylko dwa fragmenty jednej karty Listu Judy (w. 4-5.7-8). Był to miniaturowy kodeks, mógł służyć za amulet.
Nomina sacra pisane są skrótami.
Według Alanda jest jednym z dwóch wczesnych rękopisów Listu Judy.

## Tekst
Ponieważ fragment jest bardzo krótki, trudno jest ustalić jaką tradycję tekstualną reprezentuje. Kurt Aland uznał, że przekazuje „wolny tekst” i zaklasyfikował go do kategorii I (ze względu na jego wiek).
Fragment aż czterokrotnie nie jest zgodny z najstarszym rękopisem Listu Judy – {\displaystyle {\mathfrak {P}}^{72}}.

## Historia
Rękopis znaleziony został w Egipcie, w Oxyrhynchus. Na liście rękopisów znalezionych w Oxyrhynchus fragment zarejestrowany został pod numerem 2384. Tekst opublikowany został przez Peter J. Parsons w 1968 roku. Aland umieścił go na liście rękopisów Nowego Testamentu, w grupie papirusów, dając mu numer 78.
Rękopis datowany jest przez INTF na III lub IV wiek. Comfort datuje na koniec III lub początek IV wieku.
Cytowany jest w krytycznych wydaniach Novum Testamentum Graece (NA27).
Obecnie przechowywany jest w bibliotece Sackler Library (P. Oxy. 2684) w Oksfordzie.